# Sorø
Sorø város Dánia keleti részén, Sjælland szigetén. Az azonos nevű Sorø község és Sjælland régió székhelye.

## Történelem
Maga a település mintegy 350 éves, az egykori ciszterci kolostor azonban a 12. századra tekint vissza.

## Közlekedés
Sorø a Koppenhágát Fredericiával összekötő vasúti fővonal mentén, Slagelse és Ringsted között fekszik. Nem messze északra húzódik az E20-as európai út.

## Turizmus
- Kolostortemplom: a legnagyobb fennmaradt kolostortemplom az országban

## Külső hivatkozások
- Hivatalos honlap (dán)